# オリンピックのリビア選手団
オリンピックのリビア選手団（オリンピックのリビアせんしゅだん）は、リビアのオリンピック選手団。リビア選手団は1964年東京大会から参加したが、同大会にリビアから唯一参加した選手はマラソンにエントリーしたものの出走しなかったため、事実上の初出場は1968年メキシコシティ大会となる。夏季大会には1976年モントリオール大会や、1984年ロサンゼルス大会はボイコットしたが、1988年ソウル大会以降毎回出場している。2016年現在、冬季大会には一度も出場していない。また、これまでメダルを獲得したリビア選手はいない。
リビアオリンピック委員会は1962年設立。1963年に国際オリンピック委員会に承認された。選手団の公式な英語名は、カダフィ政権下の1977年に実施された国名変更を受けてLibyan Arab Jamahiriyaに改められたが、2011年の同政権崩壊に伴い、加盟当初の名称であるLibyaに戻った。

## メダル獲得数一覧

### 夏季オリンピック
| 大会名                | 金     | 銀     | 銅     | 計     |
| 1968 メキシコシティ   | 0      | 0      | 0      | 0      |
| 1972 ミュンヘン       | 不参加 | 不参加 | 不参加 | 不参加 |
| 1976 モントリオール   | 不参加 | 不参加 | 不参加 | 不参加 |
| 1980 モスクワ         | 0      | 0      | 0      | 0      |
| 1984 ロサンゼルス     | 不参加 | 不参加 | 不参加 | 不参加 |
| 1988 ソウル           | 0      | 0      | 0      | 0      |
| 1992 バルセロナ       | 0      | 0      | 0      | 0      |
| 1996 アトランタ       | 0      | 0      | 0      | 0      |
| 2000 シドニー         | 0      | 0      | 0      | 0      |
| 2004 アテネ           | 0      | 0      | 0      | 0      |
| 2008 北京             | 0      | 0      | 0      | 0      |
| 2012 ロンドン         | 0      | 0      | 0      | 0      |
| 2016 リオデジャネイロ | 0      | 0      | 0      | 0      |
| 2020 東京             | 0      | 0      | 0      | 0      |
| 2024 パリ             | 0      | 0      | 0      | 0      |
| 合計                  | 0      | 0      | 0      | 0      |